# Langelot à la Maison-Blanche
Langelot à la Maison-Blanche est le vingt-cinquième roman de la série Langelot, écrite par le Lieutenant X. Il est paru pour la première fois en 1976, dans la Bibliothèque verte.

## Principaux personnages
- Langelot (alias Jean-Claude Blisson) : orphelin, agent du Service National d'Information Fonctionnelle, blond, 1,68 m, mince, « traits menus mais durs ».
- « Cora » (Marie-Jeanne Faure) : chef de la mission du Groupement Révolutionnaire Pour La Paix Dans Le Monde (G.R.P.L.P.D.L.M), fille de milliardaire, pacifiste, initialement membre du Parti Révolutionnaire Non Violent.
- Fétis : ancien professeur de français, homme de main du sénateur Culpepper, sa couverture en tant que "généralissime" de l'association terroriste "Armée Aborigène Apatride". Parle en sifflant, présente une tête triangulaire : surnommé le serpenteau par Langelot.
- Hyacinthe Lafleur (couverture de Jasmin Laviolette) : agent électoral, homme de main du sénateur Culpepper.
- Sénateur Culpepper : conseiller spécial du président des États-Unis, opposé à la coopération avec l'Europe occidentale et avec la France.
- Commandant (au nom inconnu) : chef de l'antenne du SNIF aux États-Unis.
- Émile Servandoni : détective privé véreux.
- Jean-Claude Blisson : vainqueur du concours de tir au fusil de l'Île-de-France pour les moins de vingt ans, moniteur de tir dans l'armée de terre, puis sergent d'active.

## Résumé
Une mystérieuse organisation terroriste, le Groupement Révolutionnaire Pour La Paix Dans Le Monde (G.R.P.L.P.D.L.M), entend organiser un simulacre d'assassinat du président des États-Unis par un ressortissant Français, afin de retourner l'opinion américaine et de favoriser une politique isolationniste, détachée de l'Europe et de la France. Mais cette organisation est infiltrée par une autre organisation terroriste, l'Armée Aborigène Apatride (AAA), laquelle souhaite l'assassinat effectif du président des États-Unis.
Le G.R.P.L.P.D.L.M. recrute un Français, jeune, naïf, sans grand projet, champion de tir au fusil : Jean-Claude Blisson.
Prenant la place de Jean-Claude Blisson, Langelot se fait passer pour un tireur d'élite. Envoyé aux États-Unis sous la direction d'une jeune femme prénommée Cora, révolutionnaire pacifiste, parfois exaltée, il est chargé de tirer sur le président des États-Unis pour le tuer.
Une première tentative échoue à Washington, durant un défilé en voitures, à l'occasion du retour sur Terre de l'astronaute Frank Hordon. Langelot, qui ne tire pas, est dénoncé par un ornithologiste l'ayant repéré sur le toit d'un immeuble. Il parvient, contre toute attente, à s'échapper par une sorte de vide-ordures.
Un deuxième essai échoue de nouveau dans les Appalaches. Le président skie sur les pistes, avec l'astronaute Frank Hordon. Tirant au fusil à lunettes, à côté de sa cible théorique, le président, Langelot constate que celle-ci est déréglée. Enlevant la lunette, il parvient à détruire le scooter des neiges (« Ski-Doo ») des policiers chargés de la sécurité, puis à s'échapper, en prenant en otage un brave américain patriote et serviable. La radio annonce l'attentat commis contre la personne du président.
Langelot est recueilli par l'antenne locale du SNIF, dirigée par un commandant de la Section « Renseignement », déjà rencontré lors d'une précédente mission.
La troisième tentative amène Langelot au sein même de la Maison-Blanche, déguisé en sous-lieutenant du corps des Marines. Cette fois, il doit déposer quatre pains d'explosifs, du plastic, à activer au moyen d'un détonateur. Langelot pense que le détonateur est désactivé ; en réalité, il s'agit d'un détonateur thermique, agissant à la chaleur du corps (l'explosif est camouflé dans un coussin déposé sur le fauteuil présidentiel, dans le Bureau ovale), au bout d'une demi-heure.
Rencontrant le président, Langelot parvient à le convaincre de ses intentions sans lui révéler la nature de sa mission, mais se trouve lui-même surpris par la découverte du caractère opérationnel du détonateur, contre toute prévision. Il parvient à s'échapper, avec l'aide de Cora. Le président laisse croire à sa mort. Le sénateur Culpepper fait une tentative de suicide, se blessant au petit doigt.
Langelot retrouve Fétis, le démasque, l'arrête, ainsi que son Armée Aborigène Apatride (que Langelot renomme "l'Armée des Amateurs Associés"), qui se préparait déjà à annoncer la mort du président. Les criminels sont emmenés par la police américaine.
Le commanditaire des simulacres d'assassinats du président américain est bien le sénateur Culpepper, qui ne voulait donc pas la mort du président, mais le pousser à faire évoluer sa politique à l'égard de la France et de l'Europe occidentale.
Culpepper était donc lui-même manipulé par Fétis, découvert et mis hors d'état de nuire par Langelot. Culpepper perd la confiance du président et se voit écarté de son rôle de conseiller spécial. La coopération avec l'Europe et avec la France peut se poursuivre paisiblement.
Langelot, accompagné de Cora, redevenue Marie-Jeanne Faure, se rend chez les Merritt, l'homme auquel il a dérobé son pistolet, sa voiture et une pièce de dix cents pour quitter les Appalaches. Il présente ses excuses au brave américain xénophobe et offre au couple un voyage d'un mois en France. Madame Merritt se montre aux anges ; Monsieur Merritt fait observer que Langelot ne lui a pas rendu sa pièce de dix cents.

## Les différentes éditions
- 1976 - Hachette, Bibliothèque verte (français, version originale), illustré par Maurice Paulin.

## Remarques autour du roman
- La « doctrine Monroe », du nom du président américain James Monroe (1758-1831) prohibe toute intervention des États-Unis dans les affaires mondiales (page 28 du roman, édition Hachette).
- Langelot se présente au premier rendez-vous avec Cora (page 21 du roman, édition Hachette) avec le livre « L'agent triple », terme faisant référence à un espion travaillant pour trois organisations différentes. Vladimir Volkoff est l'auteur du livre « L'agent triple » paru en 1962. Ce roman est son premier écrit en territoire américain, après son départ pour les États-Unis[1]. Son autre roman célèbre « Le Retournement » (1979) met en scène un agent triple.
- Dans Langelot et les Exterminateurs l'antenne nord-américaine du SNIF est basée à Miami ; dans ce roman, elle est à Washington. Cette antenne n'apparaît pas lorsque Langelot opère au Canada, dans Langelot et le Gratte-Ciel.
- Le roman, publié en 1976, a peut-être été inspiré par divers attentats ou tentatives d'attentats à l'encontre de présidents des États-Unis :
  - l'assassinat de John F. Kennedy le 22 novembre 1963 à Dallas ;
  - les tentatives d'assassinat contre Gerald Ford du 5 septembre 1975 par Lynette Fromme et du 22 septembre 1975 par Sara Jane Moore ;
- Le roman évoque l'astronaute Frank Hordon, parti skier avec le président des États-Unis que Langelot doit exécuter, qui avait eu la vie sauve grâce à Langelot dans Langelot et les Cosmonautes. Dans ce précédent roman, Frank Hordon partait en mission pour la planète Mars. Dans celui-ci, les États-Unis célèbrent son retour sur Terre, sans que sa mission soit clairement précisée.
- Un Thomas Culpeper (ou Culpepper, 1514-1541), courtisan qui a vécu en Angleterre, a trahi le roi Henry VIII. Jugé pour cette trahison, il a été atrocement exécuté.
- Culpepper est également une ville proche de Washington[2].